# Nasoonaria sinensis
Nasoonaria sinensis es una especie de araña araneomorfa de la familia Linyphiidae. 

## Distribución
Es endémica de la provincia de Yunnan (China) y de las zonas adyacentes de Laos y Tailandia.